# 笹本真司
笹本 真司（ささもと しんじ、1985年〈昭和60年〉7月29日 - ）は、日本の政治家。秋田県鹿角市長（1期）。元鹿角市議会議員（1期）。広島県出身。

## 経歴
広島県尾道市に生まれ、以後広島市で育つ。古田幼稚園、広島市立古田小学校、修道中学校・高等学校を経て、東京工業大学（現・東京科学大学）工学部に進学し、同大学院修士課程化学工学専攻を修了した。この間、フィンランド・ヘルシンキ工科大学へ約10か月の交換留学を行った。その後、東洋エンジニアリング株式会社に約7年にわたって勤務し、このうち6年間をベネズエラ、アメリカ合衆国、インドネシアで過ごした。休暇で日本に戻るたびに活気のなさを痛感し、地方で役に立とうと同社を退職した。
東京の社会人塾「一新塾」に通っていた際に3年間鹿角市に来て、経営を通じた地域再生を勉強するために市内のホテルに入社した。その後、2021年の鹿角市議会議員選挙に立候補してトップ初当選を果たした。鹿角市議会議員は当時の鹿角市長であった関厚が職員に対するパワーハラスメントによる1回目の不信任決議を受けて議会を解散するまで、1期務めた。

### 2025年鹿角市長選挙
その後、関は2回目の鹿角市議会からの不信任決議を受けて失職した。笹本はこれに伴う鹿角市長選挙への立候補を表明し、4月27日行われた投開票の結果、前職の関ら4候補を抑え、初当選を果たした。
※当日有権者数：23,446人 最終投票率：58.41%（前回比：🔻4.72pts）
| 候補者名 | 年齢 | 所属党派 | 新旧別 | 得票数  | 得票率 | 推薦・支持 |
| -------- | ---- | -------- | ------ | ------- | ------ | ---------- |
| 笹本真司 | 39   | 無所属   | 新     | 5,268票 | 38.82% |            |
| 関厚     | 71   | 無所属   | 前     | 4,746票 | 34.97% |            |
| 金澤大輔 | 51   | 無所属   | 新     | 2,367票 | 17.44% |            |
| 奈良大氣 | 40   | 無所属   | 新     | 754票   | 5.56%  |            |
| 藤井陽光 | 77   | 無所属   | 新     | 436票   | 3.21%  |            |

笹本は市外の出身者として初めて鹿角市長に就任したとともに、当選時の年齢は39歳で、市の施行以来歴代最年少での就任となった。

## エピソード・人物
- 中学校時代は書道部とサッカー部、高校時代は書道部と登山部に所属していた[14]。
- 特技はけん玉とジャグリング、趣味はサイクリング、登山、自然観察、歴史、地理、言語、旅行[15]。